# Inferno - Canto trentatreesimo

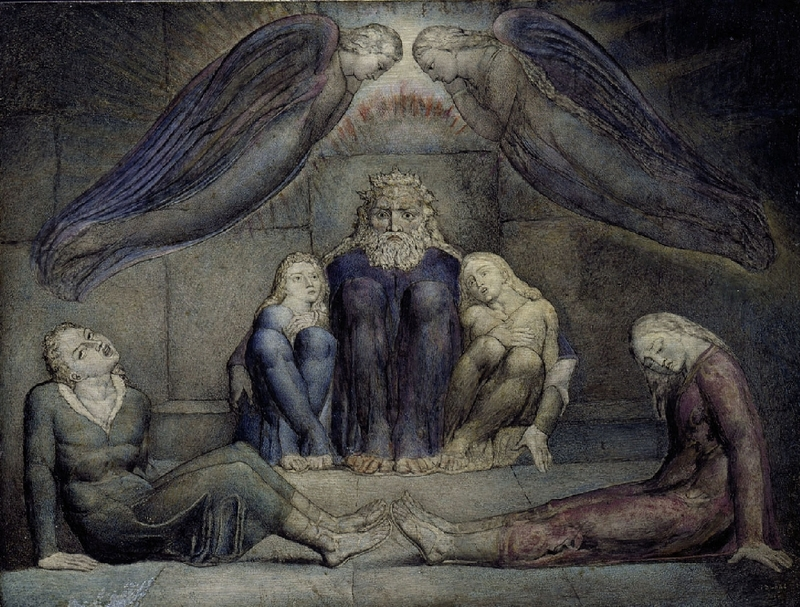
Il conte Ugolino, immaginato da William Blake

Il canto trentatreesimo dell'Inferno di Dante Alighieri si svolge nella seconda e nella terza zona del nono cerchio, nella ghiaccia del Cocito, dove sono puniti rispettivamente i traditori della patria e del partito e i traditori degli ospiti; siamo nel pomeriggio del 9 aprile 1300 (Sabato Santo), o secondo altri commentatori del 26 marzo 1300.

## Incipit
(Anonimo commentatore dantesco del XIV secolo)

## Analisi del canto

### Il racconto del conte Ugolino - versi 1-78

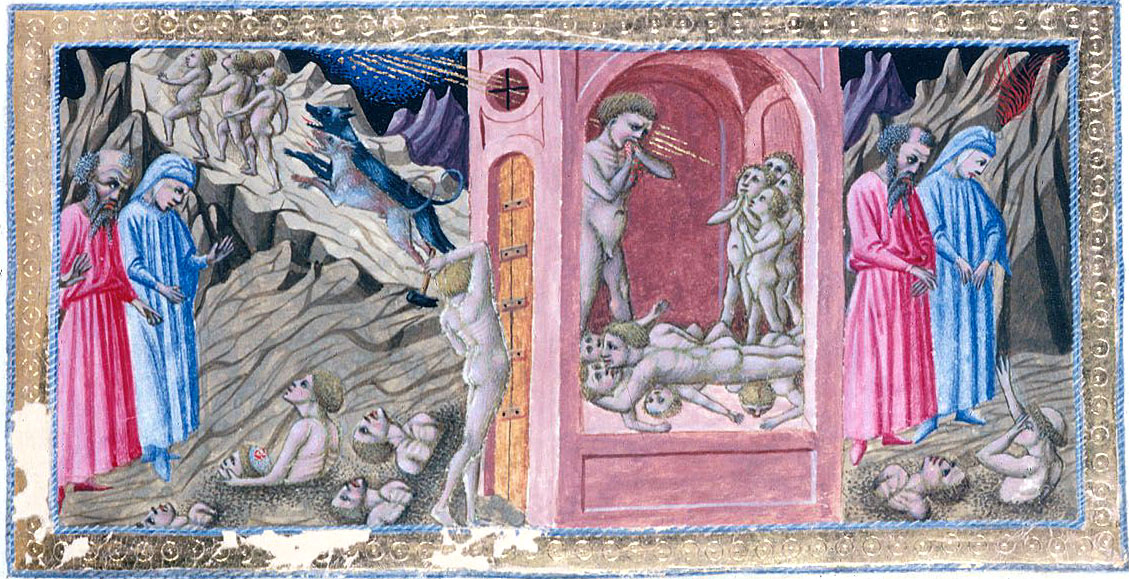
Canto 33, Priamo della Quercia (c.1403–1483)

quel peccator, forbendola a' capelli

del capo ch'elli avea di retro guasto.
Poi cominciò»
(vv. 1-4)
Inizia così uno dei canti più famosi di tutto l'Inferno. Nelle ultime terzine del canto precedente Dante era stato attratto dalla figura di un dannato che rodeva alla nuca un altro, e mosso da curiosità verso tanta bestialità, chiede al peccatore superiore chi sia e perché si ritorca così sull'altro, ripromettendogli di portare nel mondo dei vivi la sua storia, magari facendo conoscere le ragioni del suo odio, se queste fossero state giustificabili.
Questo canto inizia quindi con la macabra figura di cannibalismo subito sottolineata dall'accenno alla bocca di Ugolino e dall'accenno al pasto fiero, cioè ferino, feroce. Egli solleva la bocca dal pasto feroce, pulendola coi capelli del capo che stava addentando, e comincia a parlare.
Dice che parlerà del disperato dolor che solo a ripensarci gli stringe il cuore, per il solo scopo di fruttare infamia al traditore che egli rode, e così inizia a parlare e lagrimar (si tratta della figura retorica dello zeugma, nella stessa espressione usata anche da Francesca da Rimini, ma con tutt'altro significato, perché in quel caso il piangere era dovuto al ricordo della lieta vita): già da questa premessa viene introdotto il senso drammatico della scena seguente e l'eco dell'odio e del dolore.

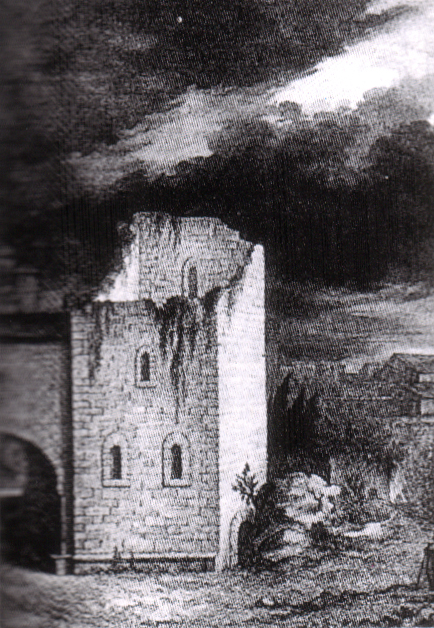
La Torre della Fame, incisione di Giovanni Paolo Lasinio (1865)

Se Dante è fiorentino, prosegue il peccatore, dovrebbe ricordarsi del Conte Ugolino della Gherardesca e dell'Arcivescovo Ruggieri di Pisa (per sé usa "fui", per l'arcivescovo "è" perché il diverso tempo verbale si riferisce alla carica episcopale di Ruggieri, che perdura nella "seconda vita"): in effetti Ugolino è un personaggio chiave della politica toscana del Duecento. Conte di Donoratico, di nobile e antica famiglia ghibellina, Ugolino si alleò con Giovanni Visconti, capo dei guelfi, per proteggere alcuni suoi possedimenti in Sardegna dalle mire del Comune di Pisa, retto allora dalla parte guelfa. Per questa sua ambiguità politica venne bandito una prima volta da Pisa, ma vi rientrò nel 1276 con l'aiuto di Firenze e della lega guelfa. Da allora fu tra coloro che di fatto diressero la politica cittadina e forse guidò anche la flotta nella battaglia contro Genova. Dopo la sconfitta della Meloria (1284) egli divenne podestà di Pisa, mentre Genova, Firenze e Lucca si stavano coalizzando contro Pisa: per rompere il blocco compatto degli avversari, troppo potente per essere contrastato dalla sola Pisa, egli fece passare dalla sua parte Lucca e Firenze cedendo loro alcuni castelli alle città rivali, indebolendo i confini, ma tutto sommato riuscendo a salvare la situazione. Nel 1285 si alleò con Nino Visconti, nipote di Giovanni, anche se presto tra i due nacquero alcuni dissidi circa i possedimenti sardi. Nel 1288 tornarono a Pisa i prigionieri della Meloria e, coalizzatisi attorno all'Arcivescovo Ruggieri degli Ubaldini, capeggiarono una rivolta popolare contro il Visconti, durante un'assenza di Ugolino: tornato immediatamente in città, una nuova rivolta aizzata da Ruggieri lo fece catturare e imprigionare nella torre della Muda, dove venne lasciato morire di fame assieme a due suoi figli adulti e due nipoti, dei quali uno solo adolescente. Dante riprende le mosse dalla storia e però propende per il tradimento dell'Arcivescovo, che avrebbe fatto rientrare Ugolino a Pisa con le lusinghe di una riconciliazione. Inoltre, per un maggior rilievo drammatico, immagina che i quattro prigionieri con Ugolino siano tutti suoi figli e adolescenti.
Il racconto di Ugolino all'Inferno quindi inizia premettendo che il racconto verterà su come la morte mia fu cruda, così che Dante possa valutare poi se sia giusto o no che roda il capo di Ruggieri. La storia inizia in medias res, perché il Dante toscano ormai dovrebbe ben conoscere come egli fu arrestato a tradimento e imprigionato, ma nessuno, dice Ugolino, sa cosa successe veramente in quella torre.

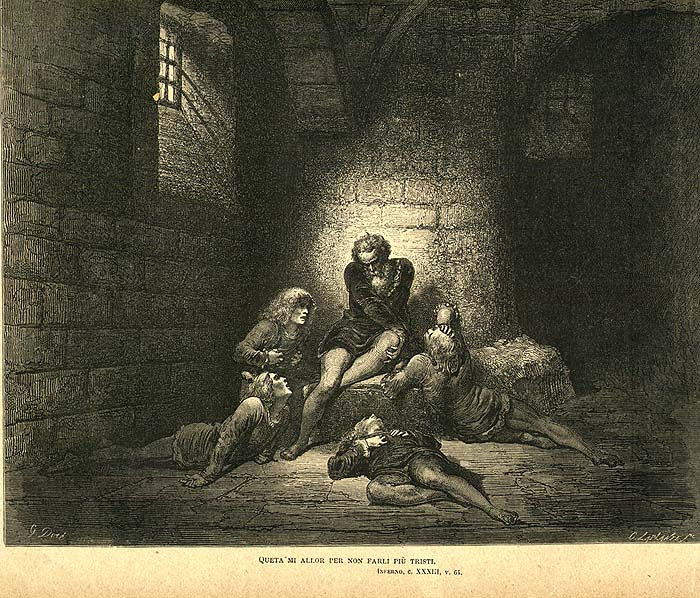
Gustave Doré:
Queta' mi allor per non farli più tristi

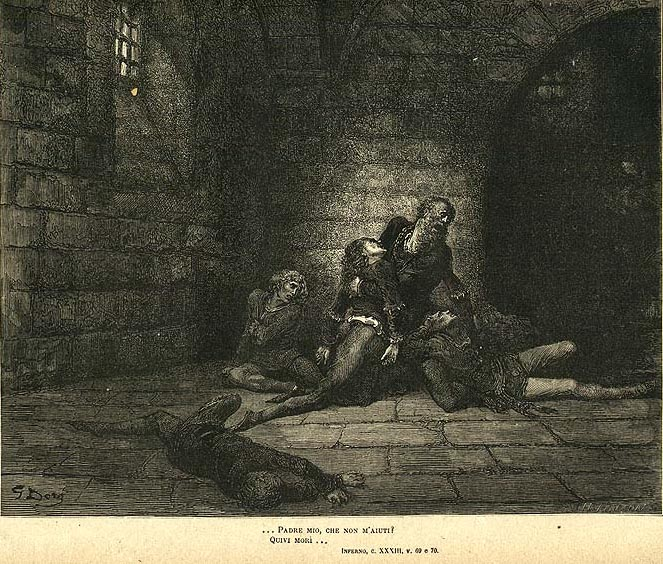
Gustave Doré:
... "Padre mio, ché non m'aiuti?"
Quivi morì. ...

La narrazione si avvia quindi "cinematograficamente", inquadrando la finestrella della Torre della Muda, che da Ugolino prese il nome di "Torre della fame", ed entrando nella stanza dei prigionieri, dove Ugolino guarda ormai la luna da molte notti. Una di queste ha un sogno che del futuro mi squarciò il velame (la violenza dell'espressione del v. 27 può indicare la durezza del colpo che esso rappresentò per Ugolino) e che è il preludio della vicenda: l'arcivescovo era a capo di una battuta di caccia sul Monte San Giuliano (il monte che copre Lucca alla vista dei pisani) cercando il lupo e i suoi lupicini (che simboleggiano Ugolino e i suoi figli e rappresentano qui delle prede, ma anche animali a loro volta pericolosi), con cagne magre, ammaestrate e fameliche (il popolo, smagrito dalla povertà) e guidano la battuta i Gualandi, i Sismondi e i Lanfranchi, importanti famiglie di Pisa; presto i lupi sono stanchi e i cani li raggiungono ferendoli ai fianchi coi denti aguzzi.
Il giorno dopo Ugolino sente piangere i figli e li sente chiedere del pane: il racconto è interrotto da un rimprovero-sfogo di Ugolino che dice a Dante (ma anche al lettore) che è ben crudele se già non prova dolore per quello che stava per accadere: dopotutto, se non piange per questo, per cosa è solito piangere? In fondo ancora Ugolino non ha detto niente di terribile, ma queste interruzioni aumentano un senso di aspettativa tragica e sottolineano il grande crescendo dell'episodio.
Nell'ora in cui di solito veniva portato il cibo, però, egli sentì chiavar l'uscio (più che chiuder a chiave si intende "inchiodare", chiudere coi chiavelli) dell'orribile torre; in silenzio Ugolino guarda in viso i figli, e il suo sguardo doveva essere già pieno di disperato strazio perché Anselmuccio dice: "Tu guardi sì, padre! che hai?"; ma Ugolino non risponde nemmeno, incapace di parlare e di lacrimare. Passa un intero giorno e una notte e la mattina dopo (notare la scansione che dà l'idea dell'immobilità nel lento trascorrere del tempo) un raggio di sole gli mostra come la sua disperazione e magrezza siano dipinte, come in uno specchio, sui volti dei figli e per il dolore Ugolino si morde le mani. In questo passo si rivela già come Ugolino, estraneo a qualsiasi forma di pentimento o di spiritualità, si sia di fatto già trasformato in quella sorta di pietra vivente, che sarà il suo castigo nel Cocito gelato.
Al che, credendo che lo facesse per la fame, si alzarono i figli e gli offrirono di mangiar piuttosto loro, di spogliare quelle carni che lui aveva fatto: si calmò poi per non rattristarli, e quel giorno ancora e l'altro rimasero muti. Di nuovo un'invettiva che segna una pausa e prepara al successivo capitolo della tragica narrazione: "Ahi dura terra, perché non t'apristi?"
Al quarto giorno, Gaddo si gettò ai piedi di Ugolino, invocando aiuto, e così morì; e così vide cascare gli altri tre a uno a uno tra il quinto giorno e il sesto, dopo di che Ugolino già cieco, si mise a brancolare sopra ciascuno invocandoli con strazio; poi, più che 'l dolor, poté 'l digiuno. Su quest'ultimo verso alcuni hanno letto la confessione di cannibalismo, anche se confrontandolo col resto delle parole del Conte sembra più logico interpretarlo come il fatto che più che dal dolore egli venne ucciso dalla fame. Commentatori come Francesco De Sanctis e Jorge Luis Borges (quest'ultimo nel saggio dantesco intitolato "Il falso problema di Ugolino") hanno ipotizzato che l'espressione sia, in certa misura, deliberatamente ambigua e "oscura", stimolando l'immaginazione del lettore, insinuando il dubbio e l'incertezza su quanto avvenne per rendere il verso più misterioso e suggestivo.
Allora Ugolino smette di parlare, storce gli occhi nel guardare Ruggieri e con violento odio riprende a mordere il teschio misero, coi denti forti come quelli dei cani: si chiude in questa maniera smaccatamente orrorifica il racconto in prima persona più lungo dell'Inferno, e Dante, nella parabola dall'incontro coi due peccatori a ora, ha descritto i motivi di quell'odio che adesso sembra quasi giustificare il supplemento di pena verso l'arcivescovo, che nel frattempo è rimasto muto e immobile come un sasso. Nella sua insaziabilità e nel continuo riproporsi del suo dolore, anche Ugolino vive così un rincaro della sua pena infernale.
Per un approfondimento su alcuni elementi dell'episodio si veda il paragrafo sui Punti notevoli.

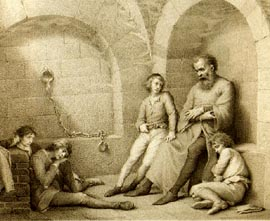
Francesco Scaramuzza, L'inizio della prigionia
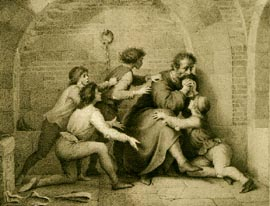
Francesco Scaramuzza, La morte di Gaddo
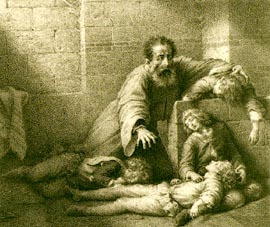
Francesco Scaramuzza, La morte degli altri figli

### Invettiva contro Pisa - vv. 79-90
(v.79)

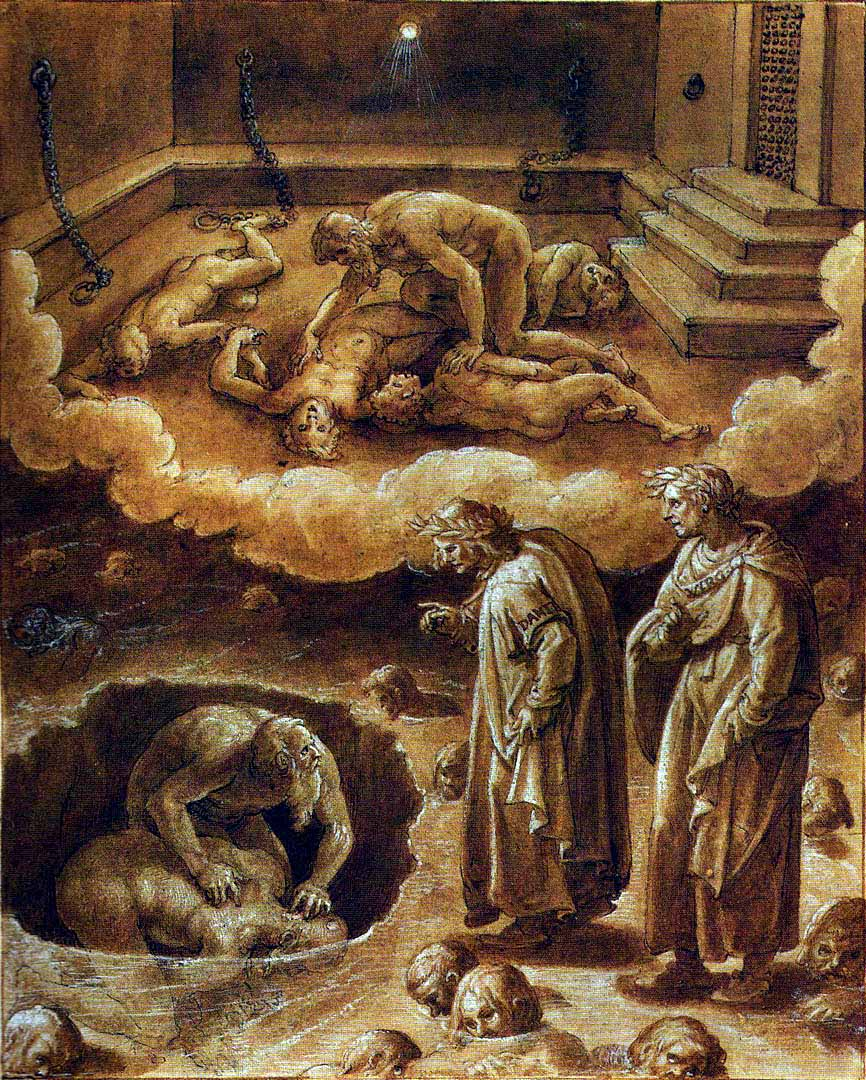
Racconto di Ugolino, Giovanni Stradano, 1587

Dante si lancia allora in una violenta invettiva contro Pisa, richiedendo, con un adynaton, una distruzione apocalittica della città, visto che i suoi vicini sono troppo lenti, col muoversi delle isole di Capraia e Gorgona che, in una scena di sapore biblico, chiudano la foce dell'Arno facendo inondare la città "sì ch'elli annieghi in te ogne persona!".
Pisa è infatti colpevole di aver rinnovato i delitti per cui era famosa Tebe, imprigionando, insieme al conte che era pure colpevole della cessione dei castelli, anche i figli, innocenti per l'età novella.

### La Tolomea: i traditori degli ospiti - vv. 91-108
Dopodiché Dante e Virgilio proseguono il cammino penetrando nella terza zona del nono cerchio, la Tolomea (dal re Tolomeo che uccise l'ospite Pompeo). I peccatori qui sono tutti riversati, cioè forse supini; il loro pianto non è possibile perché le lacrime si congelano sugli occhi creando uno schermo come di cristallo, che non fa uscire le lacrime, ma anzi le respinge nei loro corpi facendo accrescere il loro dolore, privo anche di questo basilare sfogo. E sebbene Dante ritenesse il suo viso insensibile e duro come callo per via del freddo, egli crede di sentire alquanto vento, che lo spinge a chiedere spiegazioni a Virgilio (infatti nell'Inferno non hanno valore le leggi fisiche della terra, non circolano i vapori e quindi non si hanno venti e piogge). Ma Virgilio lì per lì non risponde, rinviando a quando sarà "l'occhio" a vedere da solo la risposta: in realtà si tratta solo di un'anticipazione per preparare il lettore all'apparizione di Satana (nel canto successivo si vede che il vento è prodotto dal movimento delle ali di Lucifero).

### Frate Alberigo, Branca Doria - vv. 109-150
Mentre procedono, un'anima, che forse li ha scambiati per due peccatori dell'ultima fascia in direzione del loro luogo di supplizio, li chiama chiedendo che rimuovano il ghiaccio dai suoi occhi, per permetterle di piangere un po': ma Dante risponde che lo farà se essa si presenta, e possa egli scendere fino in fondo all'Inferno se non rispetta il patto (frase più che mai ambigua, visto che Dante dovrà andarci comunque).
Risponde dunque l'anima di essere frate Alberigo, quello della "frutta del mal orto" (che fece uccidere i commensali dando ai sicari come segnale l'ordine di portare la frutta), a cui qui viene reso pan per focaccia (v. 120, "dattero per figo"). O vuole forse intendere che deve rendere un 'dattero', più prezioso, per aver rubato un semplice 'fico', meno importante, e quindi che paga una pena maggiore della colpa? E allo stupore di Dante che lo crede vivo, risponde che è un vantaggio (in senso sarcastico) della Tolomea: i dannati che tradiscono il sacro vincolo dell'ospitalità vi precipitino prima che Atropo (una delle tre Parche) tagli il filo della vita, non appena commesso il peccato, mentre un diavolo fa stare in vita i corpi fino alla fine. Sulla spiegazione di questo meccanismo, che tra l'altro esclude la confessione, il pentimento e la redenzione successiva possibile per qualsiasi cristiano, non c'è nessun accenno nella teologia medievale né negli scritti dei Padri della Chiesa. Pare che Dante l'abbia concepita ispirandosi al Vangelo di Giovanni quando si dice che subito dopo che Giuda Iscariota tradì Gesù, ingoiando il boccone che lo indicava ai soldati del sommo sacerdote (e quindi violando la sacralità conviviale), Satana entrò dentro di lui immediatamente. Inoltre permette a Dante di citare persone ancora vive nel 1300.
Continuando il racconto, Alberigo, perché Dante sia più soddisfatto e gli tolga le lacrime gelate, aggiunge che l'ombra dietro di lui è Branca Doria e che è ormai lì da molti anni: Dante si stupisce perché lo conosce ancora in vita ("Branca Doria non morì unquanche, / e mangia e bee e dorme e veste panni"), ma Alberigo gli dice che prima che morisse Michele Zanche, da lui assassinato, il barattiere che bolle nella pece coi Malebranche (allusione a quanto descritto nel Canto ventiduesimo), egli venne sostituito nel corpo da un diavolo, così come un suo parente colpevole dello stesso crimine. Con insistenza Alberico chiede per la terza volta di aprirgli gli occhi; ma con la solennità data dalla netta cesura a metà del verso 149, Dante dice: E io non gliel'apersi. La cortesia (cioè un atto moralmente retto) con lui fu esser villano: Dante cioè è ormai maturato da quando Virgilio lo rimproverò nel canto XX per le lacrime vane per le pene dei dannati: egli è pienamente cosciente della giustizia divina e prende le distanze da coloro che ne hanno attirato l'ira, e in coerenza col loro agire da traditori evita di offendere Dio procacciando sollievo a un dannato. Nello stravolgimento dei valori che regna nell'Inferno, la pietà consiste nel non avere pietà.

### Invettiva contro Genova - vv. 151-157
Il canto si conclude con una seconda invettiva, questa volta contro i genovesi come Branca Doria (uomini diversi / d'ogne costume e pien d'ogne magagna): possano essi essere del mondo spersi, poiché un loro concittadino si trova lì nel Cocito, insieme al peggiore dei romagnoli, mentre nel mondo quest'ultimo pare ancora vivo.
Le invettive contro città, frequenti nell'Inferno, sono provocate dal sentimento di sdegno del poeta nei confronti di dannati particolarmente riprovevoli: oltre a quella contro Pisa in questa stessa cantica, vi è quella contro Pistoia (XXV) e quella contro Firenze (XXVI).

## Punti notevoli

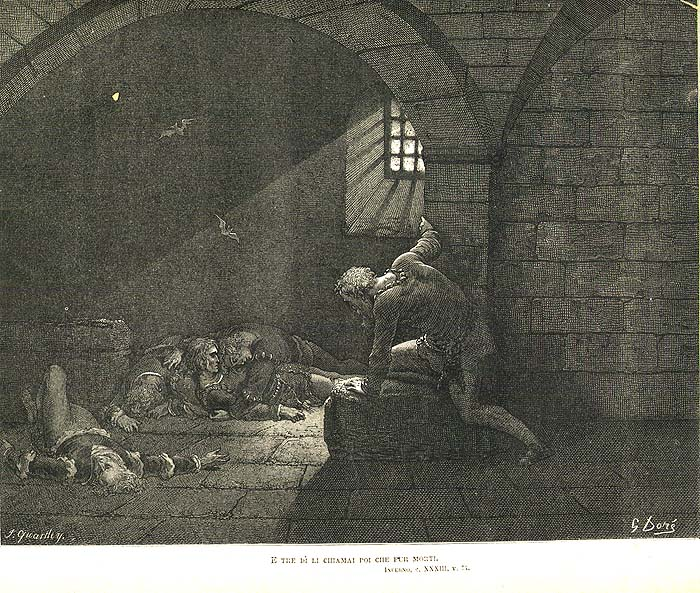
Gustave Doré, "E tre dì li chiamai poi che fur morti"

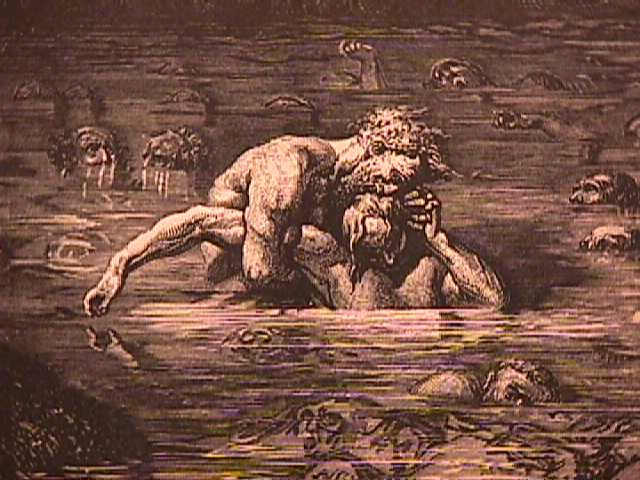
Gustave Doré, Ugolino che addenta l'Arcivescovo Ruggieri

Si può dire che in questo canto prevalga l'aspetto teatrale, ravvisabile già nella suddivisione dei canti, che anticipa l'incontro coi personaggi e la richiesta di Dante nel precedente, in modo da focalizzare direttamente l'attenzione sul conte, che inizia così un lungo monologo cui non seguirà nessuna risposta da parte del protagonista. Anche i motivi e le descrizioni sono particolarmente ridotti, lasciando al centro solo la parola diretta del dannato, dov'è ravvisabile come un tentativo di depistaggio: egli infatti non parla per niente del proprio peccato, e anzi si dichiara disperato non perché condannato all'Inferno, ma per il dolore provocato dal male che ha subito (vv. 4-5, "Tu vuoi ch'io rinnovelli / disperato dolor che il cor mi preme"): insomma, egli si pone non come peccatore, ma come vittima. Egli accenna solo brevemente alla lotta politica che lo ha visto impegnato (vv. 16-18, "Che per l'effetto de suo' ma' pensieri, / fidandomi di lui io fossi preso / e poscia morto, dir non è mestieri"), invece di dirci la sua versione dei fatti, ma si dilunga sulla condanna patita, che narra in forma altamente patetica. Dante fa un affresco sul male in generale, ma semina comunque parecchi indizi per aiutare il lettore a distinguere gli innocenti dai colpevoli, e cioè le vere vittime (i figliuoi, figli e nipoti del conte con lui rinchiusi: v. 88, "innocenti facea l'età novella") dall'atteggiamento ben diverso da quello del padre (gli offrono addirittura le loro carni), chiuso invece nella propria disperazione - l'appello alla terra perché si apra rivela la sua mancanza di prospettiva spirituale, di fede nella giustizia superiore di Dio -, incapace di parlare ("sanza far motto", "né rispos'io", "stemmo tutti muti") fino all'ultimo, quando la parola diventa inutile (v. 74 "e due dì li chiamai, poi che fur morti"), addirittura incapace di piangere ("io non piangeva", "non lagrimai"). Egli è "cieco" (v. 73) - e tale parola non è casuale, come testimonia il suo uso in altri luoghi del poema: l'Inferno, per esempio, è definito "cieco carcere", non si riferisce cioè a una cecità fisica, ma spirituale - a differenza dei figli, addirittura assimilati a Cristo (Gaddo morendo grida, al v. 69: "Padre mio, ché non m'aiuti?", proprio come Cristo, e più tardi Dante accusa Pisa di aver messo i ragazzi "a tal croce", v. 87): per questo rimane confinato nel suo aspetto non più umano, ma bestiale, come indicano parecchie parole nel poema (v. 133 del XXXII: "sì bestial segno"; v. 1: "fiero pasto", cioè "feroce", "da fiera"; v. 76: "gli occhi torti"; v. 78: "come d'un can"), fisso nel suo eterno atto cannibalesco.
A questo proposito, occorre notare che se nell'immaginario collettivo Ugolino mangia i suoi figli, il testo dantesco in proposito è ambiguo, e i critici lo hanno rilevato. La frase Poscia più che il dolor poté il digiuno si può interpretare anche nel senso di una morte per fame che sopravviene invece della morte per dolore. In particolare, Jorge Luis Borges, nel libro Nove saggi danteschi, osserva che Dante stesso ha voluto che noi credessimo che Ugolino avesse ucciso i suoi figli, e che non li abbia realmente uccisi, con un'ambivalenza insolubile. Che numerosi interpreti abbiano abbandonato la tesi dell'antropofagia, è stato osservato anche da Giuseppe Vandelli.
Dante però ha consapevolmente alterato la storia di Ugolino per mettere in scena quella che da Francesco de Sanctis è stata definita come "tragedia della paternità". Dal soggiorno quale esule nel Castello di Poppi, Dante ebbe modo di conoscere e di restare in contatto epistolarmente con la contessa della Gherardesca, figlia orfana di Ugolino, per cui il poeta era sicuramente a conoscenza di come si erano svolti realmente i fatti: di come nella torre c'erano due figli e due nipoti di Ugolino, non tutti figli suoi, e di come tra essi vi fosse solo un adolescente, mentre gli altri avevano dai diciotto anni in su e il più grande di loro non era nemmeno innocente perché già macchiatosi di reati. A Dante però interessava solo la tragedia, messa in scena nei suoi tratti più essenziali: gli adolescenti in questo caso sono simboli lampanti d'innocenza.
La disperazione di Ugolino è data dall'impotenza davanti alle sofferenze dei figli, causate dalla sua condotta, e in nessun punto del racconto egli si lamenta per la sua morte. In questo fatto alcuni hanno anche visto in trasparenza la figura di Dante, che, esule per le sue insindacabili idee politiche e deciso a non patteggiare col comune di Firenze, condannò, secondo le leggi del tempo, anche i suoi figli all'esilio non appena ebbero raggiunto l'età per l'applicazione della norma. Quindi anche Dante è un padre che vede soffrire i propri figli per causa sua e se la saldezza delle sue idee non gli fa provare un vero rimorso, è innegabile che egli almeno provi una sorta d'inquietudine: per questo si scaglia così gravemente su chi condanna gli innocenti coi padri, raggiungendo il culmine nell'invettiva brutale contro Pisa.
Se il conte Ugolino è forse uno dei più celebri personaggi dell'intera Divina Commedia, non bisogna dimenticare che il canto prosegue dopo il suo incontro, poiché Dante presenta Frate Alberigo, vittima di una sua beffa, rivelando un'altra tecnica peculiare dell'Inferno, cioè l'accostamento di personaggi alti e bassi (l'episodio di Ugolino è inquadrato nei canti XXXII e XXXIII da traditori violenti e "plebei"), sottolineato anche dalle due invettive contro Pisa e Genova, che entrambe chiudono una sequenza: ciò testimonia l'impellente indignazione di Dante, rivolta all'insieme dei peccatori, e quest'operazione si può collegare al canto XIII, dove allo stesso modo il tono del canto si abbassa bruscamente dopo aver presentato un personaggio "alto", Pier della Vigna, con l'introduzione della movimentata e grottesca vicenda degli scialacquatori e poi di un personaggio che rimane addirittura del tutto anonimo. L'obiettivo perseguito da Dante con questa tecnica dell'accostamento tra personaggi "alti" e "bassi" e tra diversi toni e registri narrativi è quello di rappresentare la totalità del mondo in tutte le sue sfaccettature.